# Gouanan
Gouanan est une commune du Mali  de l'arrondissement de Yorobougoula, dans le cercle de Yanfolila et la région de Bougouni. Elle a pour chef-lieu la localité de Yorobougoula.

## Villages
La commune s'étend sur 35 localités relevées lors du recensement général de 2009. 
Les villages les plus peuplés sont :
- Yorobougoula (2 433 habitants)
- Tabako (1 398 habitants)
- Béréko (1 227 habitants)

La loi 2023-007 attribue à la commune 35 villages, fractions ou quartiers.
- Yorobougoula
- Bagado
- Bougoula
- Béréko
- Bogofara
- Dougoufing
- Faraba